# De veteribus et novis metallis libri duo
De veteribus et novis metallis libri duo («Про старі й нові рудники») — книга Георга Агріколи вийшла в Базелі 1546 р.
Книга невелика за обсягом, стала першою своєрідною історією гірництва. Значною мірою автор спирався на численні свідчення античних авторів.

## Переклади
- Російський переклад «О месторождениях и рудниках в старое и новое время» побачив світ у московському видавництві «Надра» 1972 р.